# JDM Automobiles

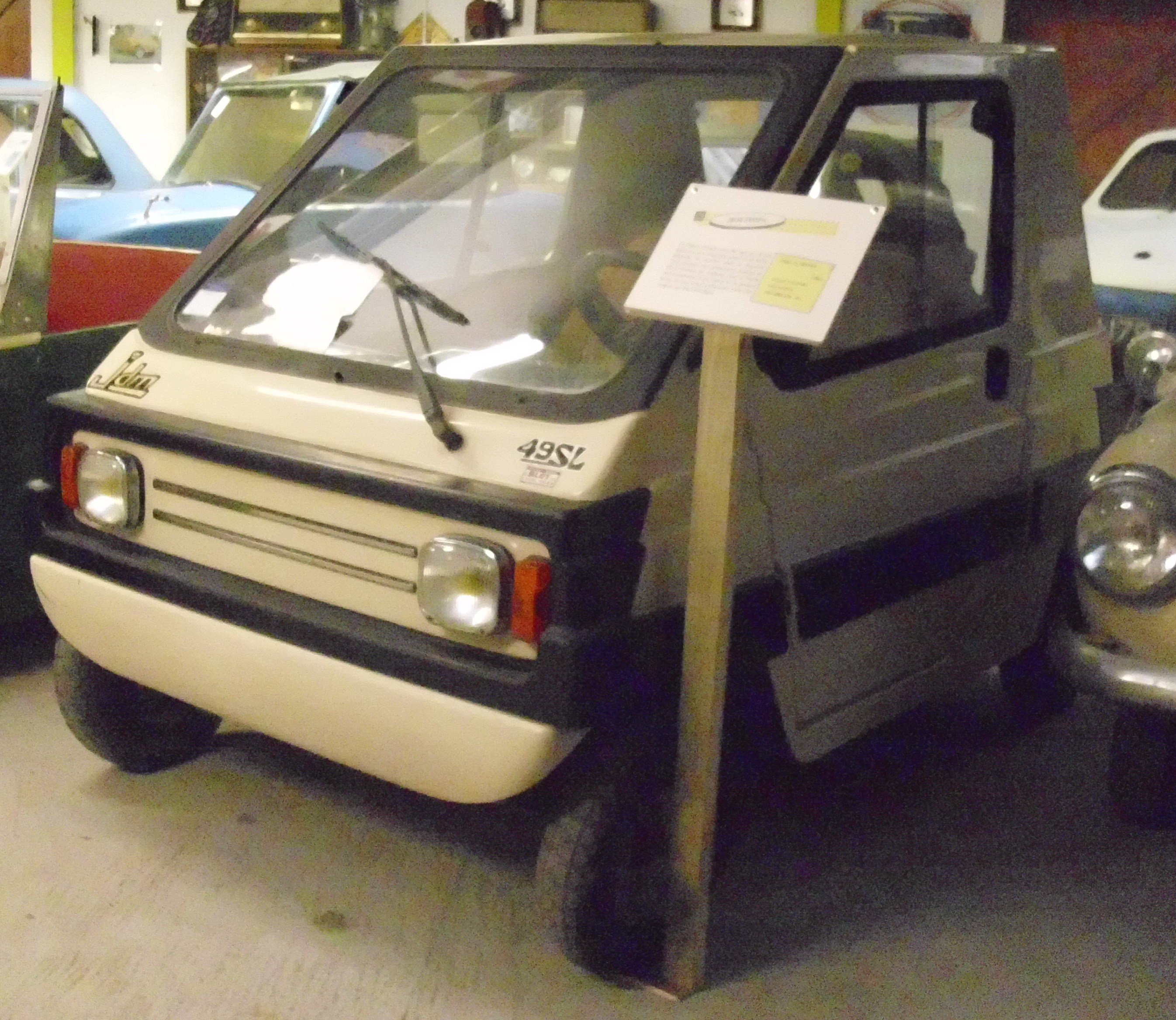
JDM 49 SL von 1981

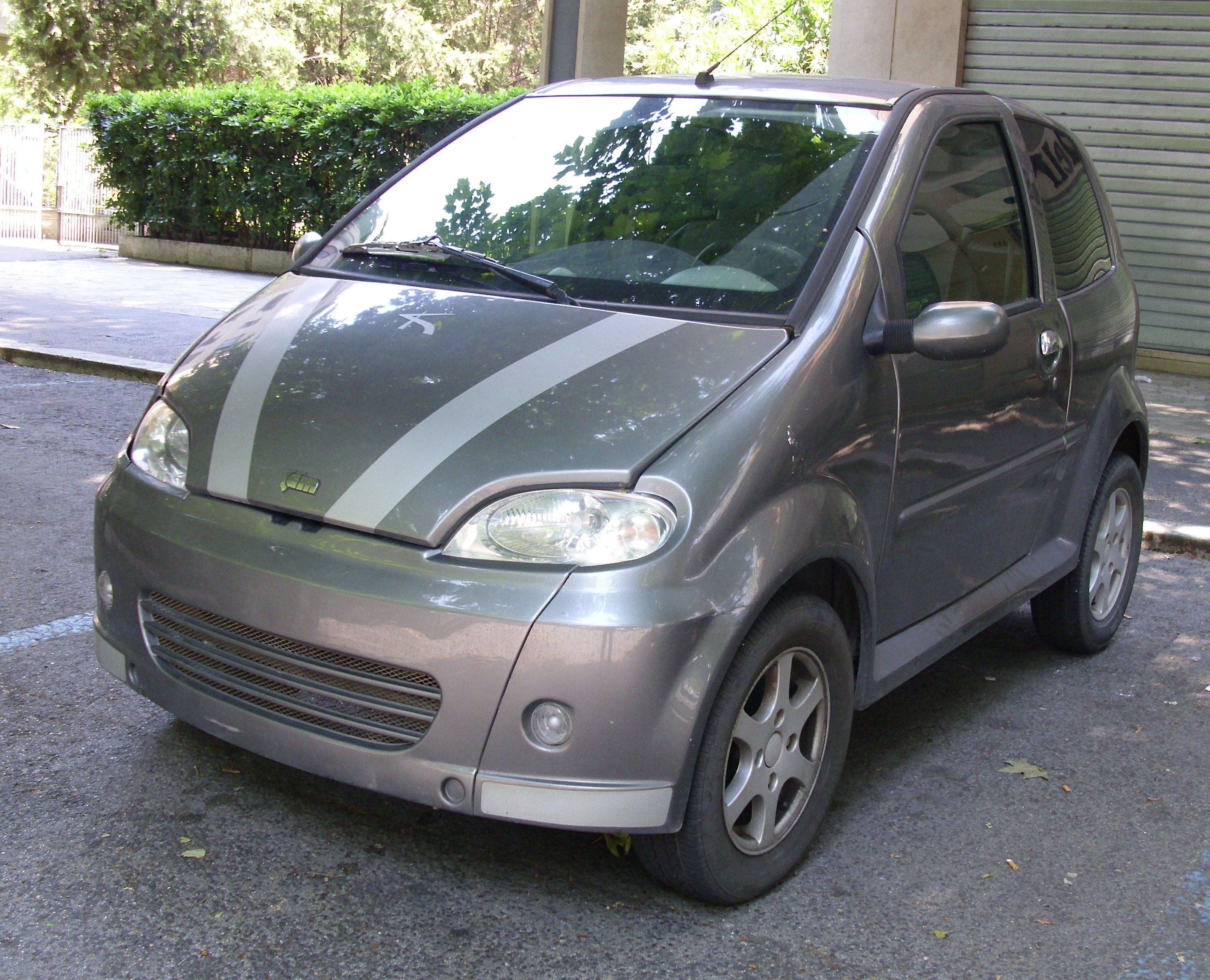
JDM Abaca aus den 2000er Jahren

JDM Automobiles war ein französischer Hersteller von Leichtkraftwagen mit Sitz in Avrillé.

## Unternehmensgeschichte
Das Unternehmen S.A. Simpa J.D.M. begann 1981 mit der Produktion von Automobilen. Der Markenname lautet JDM, das Unternehmen firmierte als JDM Automobiles. Die Produktion fand einige Zeit im ehemaligen Werk von Heuliez in Cerizay statt. Nach Unternehmensangaben entstanden bisher über 40.000 Fahrzeuge. Im Juli 2014 wurde das Konkursverfahren eröffnet, die Firma ist seit dem 17. September 2014 erloschen.

## Fahrzeuge
Das Unternehmen produzierte Leichtkraftfahrzeuge. Im Unterschied zu anderen Kleinwagen kann der Wagen in manchen Ländern ohne PKW-Führerschein mit einem Moped-Führerschein gefahren werden.
Zu den bisherigen Modellen zählen 49 SL, 125, Parthenon (ab 1984), Nueva (ab 1985), Furio (ab 1987), X 5 (ab 1988), Orane (ab 1994), Madeira (ab 1995), Titane (ab 1997) und Albizia.